# Università Aalto
L'Università Aalto (in finlandese Aalto-yliopisto; in svedese Aalto-universitetet) è un istituto di alta istruzione di Helsinki, istituito il 1º gennaio 2010 a seguito della fusione di tre preesistenti università della capitale finlandese: il Politecnico, la Scuola di economia e l'Università di arte e design.
L'Università Aalto punta a realizzare una nuova comunità studentesca, coniugando tre distinti ambiti formativi quali la tecnologia, l'economia e l'arte.

## Storia dell'università
Nel 2004, un gruppo di lavoro guidato dal Ministro delle Finanze finlandese Anne Brunila concluse che nel paese vi erano troppe università e altri istituti d'istruzione secondaria da consolidare. Seguendo tali premesse, Yrjö Sotamaa, presidente dell'University of Art and Design di Helsinki, propose la fusione di scuole di alta formazione per la realizzazione di una Università, nel discorso di apertura del 2005. Sotamaa pensava che questo progetto costituiva la creazione di un'istituzione unica ed interdisciplinare che avrebbe portato sviluppo e innovazione. L'idea ricevette attenzione dal Ministero della Pubblica Istruzione finnico, che nominò Raimo Sailas, un importante funzionario del Ministero delle Finanze, per verificare la possibilità di una fusione. Dopo che il gruppo di Sailas valutò che l'accorpamento di alcuni istituti universitari avrebbe portato nuove prospettive al mondo accademico e all'economia finlandese, il Governo decise di avviare il progetto l'11 novembre 2007.

Il 29 maggio 2008, il governo annuncia che la nuova università verrà dedicata all'architetto Alvar Aalto come riconoscimento per i suoi successi nel campo della tecnologia, dell'economia e dell'arte. L'allora Ministro dell'Istruzione Pubblica finlandese, Ms. Sari Sarkomaa, insieme con rappresentanti di industrie e di organizzazioni professionali del paese, firmò il 25 giugno 2008 ad Helsinki l'atto fondativo dell'Università Aalto.

Il 19 dicembre 2008, il Prof. Tuula Teeri è stato scelto dal consiglio per essere il primo Presidente dell'ateneo. L'Università Aalto ha iniziato ad operare il 1º gennaio 2010.

Il processo di creazione dell'università richiese il cambiamento della legge universitaria per procedere alla raccolta anche di fondi volontari. La raccolta ancora in corso mirava ad ottenere in totale 200 milioni di euro da donazioni private. Tutte le donazioni private sono aumentate di 2,5 volte la somma da parte dello stato, ad un massimo di 500 milioni di euro. L'obiettivo da raggiungere ora è raccogliere 700000000 €.